# 桂富丸
桂 富丸（かつら とみまる、1948年10月11日 - ）は、東京都江東区深川出身、落語芸術協会所属の落語家。出囃子は『深川くづし（お富さん）』。本名∶松井 正夫。

## 来歴
東洋大学中退。
1970年12月、四代目桂米丸に入門、前座名・桂麦夫を名乗る。
1976年4月、二ツ目に昇進し、桂富丸と改名。
1985年5月、桂伸乃介と共に真打に昇進。

## 活動
米丸の弟子らしく、一貫して新作落語中心の高座を務めている。

## 人物
- 入門の際履歴書を持参した初めての人物だという。その後協会では履歴書持参が慣習になったとのこと。
- 1980年（昭和55年）11月、当時住んでいたアパートが全焼し、「戦後焼け出された落語家の第一号」になった。